# Lindy Booth
Lindy Booth est une actrice canadienne née le 2 avril 1979 à Oakville, Ontario au Canada. Elle a étudié à la T. A. Blakelock High School, où elle a été diplômée en 1997. Elle a interprété Riley Grant dans la série Jett Jackson sur Disney Channel et plus récemment, Cassandra Cillian dans la série Flynn Carson et les Nouveaux Aventuriers.

## Biographie
En 1999 elle confirme son statut de vedette  dans la fameuse série Sydney Fox l'aventurière (Relic Hunter). 
En 2002, elle partage la tête d'affiche dans la comédie canadienne Rub & Tug. L'actrice  a joué avec Dodger Allen dans le film Cry Wolf en 2005, et  est apparue dans le remake  de Dawn of the Dead, en 2004. Interprète du rôle de Francine dans Détour mortel aux côtés d' Eliza Dushku, Lindy Booth joue dans le thriller Behind the Wall en 2008. et on peut la voir dans un second rôle du film Kick-Ass 2 en 2013.

## Carrière
Booth a joué dans un certain nombre de séries télévisées depuis le début de sa carrière. Elle a simultanément interprété Riley Grant dans la série Disney Channel, The Famous, Jett Jackson  (dans la série et le film dérivé) ainsi qu'Agent Faucon dans  Silverstone  et Claudia dans la  série télévisée (en syndication) Sydney Fox, l'aventurière, en 1999-2001. Elle interprète aussi Lana Turner dans le téléfilm, Judy Garland, la vie d'une étoile.
Ses autres rôles à la télévision comportent  deux personnages différents dans deux épisodes de la série d' A & E Network A Nero Wolfe Mystery ( "Before I Die" et "Poison à la Carte"), et un rôle récurrent dans la saison deux de la série d' USA Network Les 4400. Elle apparaît aussi dans CSI: NY et Ghost Whisperer. Elle a joué Stephanie Goodison dans le deuxième épisode de la série de Syfy Entrepôt 13.
Initialement prévue pour un rôle récurrent, Booth a ensuite été promue à un rôle principal  dans la série d'ABC, Octobre Road, pour la deuxième saison de la série. En 2009, elle a joué A.J. Butterfield sur la série de  NBC The Philanthropist., série rapidement annulée
En 2013, Booth a eu un court rôle récurrent  dans la série Copper  de BBC America. En 2014, Booth a été engagée pour la série télévisée Flynn Carson et les Nouveaux Aventuriers, diffusée actuellement sur la TNT.

## Filmographie

### Films
- 1999 : Teenage Space Vampires de Martin Wood : Katie
- 1999 : Détroit, ville du Rock / Detroit Rock City d'Adam Rifkin : fille #1
- 2001 : Century Hotel (en) de David Weaver : Supergirl / Sylvia
- 2002 : Rub & Tug de Soo Lyu : Lea
- 2002 : The Skulls 2 de Joe Chappelle : Kelly
- 2002 : American Psycho 2: All American Girl de Morgan J. Freeman : Cassandra
- 2003 : Détour mortel / Sortie fatale (Wrong Turn) de Rob Schmidt (en) : Francine
- 2003 : Hollywood North (en) de Peter O'Brian : Molly
- 2003 : Public Domain (en) de Kris Lefcoe (en) : Monica
- 2004 : L'Armée des morts / L'Aube des morts (Dawn of the Dead) de Zack Snyder : Nicole
- 2005 : Lucid (en) de Sean Garrity (en) : Sophie
- 2005 : Crier au Loup / Cry Wolf de Jeff Wadlow : Dodger
- 2007 : Le Prix de la rançon (Nobel Son) de Randall Miller : Beth Chapman
- 2008 : Panique à Hollywood / Qu'est-ce qui m'arrive? (What Just Happened?) de Barry Levinson : l'hôtesse
- 2008 : Behind the Wall de Paul Schneider : Katelyn Parks
- 2008 : Blood Bride : Les Noces de sang (Dark Honeymoon) de David O'Malley : Kathryn
- 2013 : Kick-Ass 2 de Jeff Wadlow : Miranda Swedlow / Night Bitch

#### Courts-métrages
- 1999 : Frog Pond de Bradley Walsh : Shannon
- 2002 : Winter Sun de Jessica Bradford : Zoe
- 2002 : Black Painted Moon d'Armen Kazazian : Diva
- 2003 : Bar Life de Dawn Kuisma : Lara
- 2004 : Choke de David Hyde : Andrea Roach
- 2006 : In the Stars de Darrin Brown : Cassie
- 2012 : Pull the Trigger, Mr. Wicker de Jonathan Murphy : Adrianna

### Télévision

#### Téléfilms
- 1998 : Mr. Music de Fred Gerber (en) : Amy White
- 1999 : Strange Justice (en) d'Ernest R. Dickerson : Margaret
- 2001 : Judy Garland, la vie d'une étoile (Life with Judy Garland: Me and My Shadows) de Robert Allan Ackerman : Lana Turner
- 2001 : Les Aventures de Jett Jackson (en) (Jett Jackson: The Movie) de Shawn Levy : Riley « Hawk » Grant
- 2002 : Les raisons du cœur (Her Best Friend's Husband) de Waris Hussein : Kelly Roberts
- 2002 : Le Visiteur de Noël (A Christmas Visitor) de Christopher Leitch : Liz
- 2004 : Cooking Lessons d'Ivan Reitman : Chloe
- 2005 : Cyclone Catégorie 7 : Tempête mondiale (Category 7 : The End Of the World) de Dick Lowry : Brigid
- 2005 : Les Amoureux de Noël (Christmas in Boston) de Neill Fearnley : Ellen
- 2011 : Brain Trust de Dean Devlin : l'enseignante Monica Ashton
- 2011 : L'Ange de Noël (Christmas Magic) de John Bradshaw : Carrie Blackford
- 2013 : Si Noël m'était conté (The Twelve Trees of Christmas) de Michael DeCarlo : Cheri Jameson
- 2016 : La mélodie de Noël (Sound of Christmas) de Harvey Crossland : Lizzie Moore
- 2017 : Faux coupable (Eyewitness) de Andrew C. Erin (en) : Diana
- 2017 : Le ranch de Noël (Rocky Mountain Christmas) de Hallmark Channel : Sarah
- 2018 : Coup de foudre au ranch (Under The Autumn Moon) de Hallmark Channel : Alex
- 2019 : Première neige, premier amour (SnowComing) de Peter DeLuise : Samantha
- 2020 : Un trésor sous votre sapin (Swept up by christmas) de Philippe Gagnon : Gwen

#### Séries télévisées
- 1998 : Marshall et Simon : Une nouvelle dimension (Eerie, Indiana: The Other Dimension) : Carrie Taylor (rôle principal, 15 épisodes)
- 1999 : Psi Factor, chroniques du paranormal (Psi Factor: Chronicles of the Paranormal) : Gloria (saison 3, épisode 17 — Le Pouvoir des sous-doués)
- 1999-2001 : Sydney Fox, l'aventurière (Relic Hunter) : Claudia (saison 1 et 2, 44 épisodes[1])
- 1999-2001 : Jett Jackson (The Famous Jett Jackson) : Riley « Hawk » Grant (saisons 2 et 3, 12 épisodes[2])
- 2000 : Haute finance (en) (Traders) : Elizabeth Watson (saison 5, épisode 11)
- 2000 : Destins croisés / Seconde chance (Twice in a Lifetime) : Caitlin Taylor, 17 ans
- 2000 : Invasion planète Terre (Earth: Final Conflict) : Gina Richardson (saison 3, épisode 18 — Les Prairies)
- 2000 : Le Loup-garou du campus (Big Wolf on Campus) : Charlotte (saison 2, épisode 12 — Dangereuse solitude)
- 2002 : Les Enquêtes de Nero Wolfe (A Nero Wolfe Mystery) : Beulah Page / Peggy Choate (2 épisodes[3],[4])
- 2002 : Mutant X : Diana Moller (saison 2, épisode 3 — Voyage dans le temps)
- 2002 : Les Secrets de Blake Holsey (Strange Days at Blake Holsey High) : Amanda Durst en 1977 (saison 1, épisode 6)
- 2002-2003 : Odyssey 5 : Holly Culverson (7 épisodes)
- 2003 : Veritas: The Quest : Fiona Keiran (saison 1, épisode 10)
- 2003 : La Treizième Dimension (The Twilight Zone) : Shannon (saison 1, épisode 37 — La Malédiction du pharaon)
- 2003 : Platinum (en) : Penny (1 épisode[5])
- 2003 : Starhunter (en) : Serena DeLuna (saison 2, épisode 8)
- 2005 : Les 4400 (The 4400) : Liv (3 épisodes[6])
- 2006 : Les Experts : Manhattan (CSI: NY) : Tess Larson (saison 3, épisode 6 — Publicité macabre)
- 2006 : Mélinda entre deux mondes / Ghost Whisperer : Lane Fowler (saison 2, épisode 7)
- 2007-2008 : October Road : Pizza Girl (17 épisodes[7])
- 2008 : Cold Case : Affaires classées (Cold Case) : Gloria Flagstone en 1960 (saison 6, épisode 11)
- 2009 : Warehouse 13 : Stephanie Goodison (saison 1, épisode 2)
- 2009 : The Philanthropist : A.J. Butterfield (8 épisodes)
- 2009 : NCIS : Enquêtes spéciales (NCIS) : Amanda Barrow / Juliet Tippon (saison 7, épisode 7 — Les frontières de notre destin)
- 2011 : Republic of Doyle : Rebecca Jones (saison 2, épisode 1)
- 2012 : Légalement Kate (Facing Kate) : Rachel (saison 2, épisode 13)
- 2013 : Copper : Teresa Trembley (3 épisodes[8])
- 2013 : Supernatural : Bonnie Fuschau / Vesta (saison 9, épisode 8 — Vœu de chasteté)
- 2014 - 2018: Flynn Carson et les Nouveaux Aventuriers (The Librarians) : Cassandra Cillian (rôle principal) (42 épisodes)
- 2019 : Stumptown : Penny Landsdale Harris (saison 1, épisode 9)
- 2021 : Flash : Vanya Davis (S08E01, S08E17)
- 2022 : Star Trek: Strange New Worlds : Alora (S01E06)
- 2024 : Tracker : Connie King (saison 2, épisode 1)
- 2025 : The Librarians: The Next Chapter : Cassandra Cillian